# Степанян, Бабкен
Бабкен Степанян (арм. Բաբկեն Ստեփանյան, Псевдоним Бабкен-Мария, 10 мая 1953, Ереван) — армянский художник, архитектор, керамист и реставратор. Основатель и популяризатор направления «Визуально-математический концептуализм». Работает преимущественно в авторской технике структурного коллажа. Проживает в Латвии с 1983 года, является членом Союза художников Латвии с 2009 года и почётным членом Пушкинского латвийского общества.

## Биография
Родился 10 мая 1953 года в городе Ереван (Армения) в семье инженера-строителя Вазгена Степаняня и бухгалтера Марии Хачатуровой. С детских лет обладал разносторонними способностями: посещал кружок скульптуры, изо-студию, занимался лепкой, авиа-моделированием. Ещё будучи школьником Степанян понял, что ему нравится математическое искусство. В то время, он познакомился с репродукциями картин Маурица Корнелиса Эшера, что очень повлияло на выбор будущего направления. Сам Степанян называет М. Эшера своим духовным отцом.
Но любовь к точным наукам победила и Бабкен поступил и в 1970 году окончил физико-математическую школу при Ереванском государственном университете.
Продолжая заниматься творчеством, в 1973 году окончил с отличием факультет керамики художественного училища им. М. Сарьяна в городе Ереван. Высшее образование получил на архитектурном факультете Ереванского политехнического института, который успешно окончил в 1978 году. Дипломная работа — «Автовокзал», руководитель — профессор архитектуры Григор Гурзадян. В Армении участвовал в выставках с 1973 года и работал в сфере промышленной архитектуры (1978—1981 гг.). Является народным мастером Худфонда Армянской ССР.
С 1983 года проживает в городе Рига.
1983 г. — 1990 г. — работал в п/о «Дайльраде» (художественная обработка янтаря).
1989 г. — 1994 г. входил в группу «Свободное искусство».
1990 г. — 1994 г. — работал художником в Латвийской Филармонии.
С 1993 г. — член Художественного совета АНКОЛ.
В 2002—2003 гг. участвовал в реставрации Латвийского национального театра.
С 2005 г. занимается реконструкцией и реставрацией работ известного латвийского скульптора Марты Лиепини-Скулме.
В 2006 г. одна из работ художника «Дом, который построил Витте» была куплена для оформления особняка американского актёра Ричарда Гира.
Отец четверых детей: Мария Степанян, Вазген Степанян, Мартин Степанян и Армин-Баграт Степанян.

## Структурный коллаж
Профессионально в технике структурного коллажа за всё время в мире работало не более 10 человек, например такие как Йиржи Коларж, Вячеслав Колейчук, Лукас Самарас. Структурный коллаж — дело хитрое и не сразу воспринимается зрителями. У многих из них создаётся впечатление, что работа сделана на компьютере, но это не так. В процессе создания работы в этой технике, изображение вручную разрезается на элементы определённой формы, а затем технически безупречно собирается в единую композицию. Каждая деталь находится в строгой взаимосвязи с соседними и подчинена единому алгоритму, рождённому в голове автора. Полученное произведение создаёт впечатление вибрации, словно объекты растворяются в движении.
По сути, структурный коллаж — одна из ветвей оптического искусства, основанного французским художником, графиком и скульптором Виктором Вазарели. Оптическое искусство существует сравнительно недавно и каждый художник — основатель своего поднаправления.
Бабкен Степанян выделяется своими изысканиями в передаче эмоций через визуализацию цвета и формы.

## Музеи, выставки, коллекции

### Работы в музеях и коллекциях
- Государственный музей народного творчества Армении, г. Ереван, Армения.
- Музей Сергея Параджанова, г. Ереван, Армения.
- Историко-мемориальный музейный комплекс, г. Донск, Россия.
- Музей современного искусства, г. Тарту, Эстония.
- Коллекция АНКОЛ(ассоциация национальных культурных обществ Латвии), г. Рига, Латвия.
- «ANTEX Gallery»,[3] г. Рига, Латвия.
- Балтийская Международная Академия галерея «BiArt», г. Рига, Латвия.

### Персональные выставки
1986 — «Выставка графики»; редакция журнала «Гарун», г. Ереван, Армения.
1989 — «Посвящение 120-летию композитора Комитаса»; Концертный зал Вагнера, г. Рига, Латвия.
1991 — «Выставка визуально-математического искусства»; Дом знаний, г. Рига, Латвия.
1993 — «Выставка коллекции галереи Avers»; Киногалерея, г. Рига, Латвия.
1994 — «Вторая выставка визуально-математического искусства»; АНКОЛ, г. Рига, Латвия.
1997 — «Выставка графики и коллажа»; Этнографический музей, г. Валка Латвия.
1997 — «Выставка графики и коллажа»; Дом культуры, г. Валга, Эстония.
1997 — «Выставка графики и коллажа»; Дом камерной музыки, г. Тырва Эстония.
1998 — «Коллекция галереи Avers»; «Avers Gallery», г. Рига, Латвия.
2005 — «Знаки зодиака»; «ANTEX Gallery», г. Рига, Латвия.
2013 — «Юбилейная выставка одной работы», «HappyArt» музей, г. Рига, Латвия.
2013 — «Осень»; БМА галерея «BiArt», г. Рига, Латвия.
2017 — «Визуальные фикции Бабкена Степаняна»; БМА галерея «BiArt», г. Рига, Латвия.

### Групповые выставки
1989 — «Zīme, simbols, stāvoklis»; киногалерея «Рига», г. Рига, Латвия.
1991 — «Свободное искусство»; Культурный центр, г. Аренсберг, Германия.
1991 — «Арт миф — 2»; Манеж, г. Москва, Россия.
1992 — «Jet»; ярмарка, г. Цюрих, Швейцария.
1996 — «Дни искусства»; Дом Конгрессов, г. Рига, Латвия.
1997 — «Посвящение балету»; галерея «Ригас вини», г. Рига, Латвия.
1998 — "10 лет группе «Свободное искусство»; галерея «Неллия», г. Рига, Латвия.
1998—2004 — «ANTEX Gallery», г. Рига, Латвия.
2001 — «1700 лет крещения Армении»; Дом Черноголовых, г. Рига, Латвия.
2001 — «Риге 800»; Дом культуры еврейского общества, г. Рига, Латвия
2005 — «В память 90-й годовщины геноцида армян»; Дом Черноголовых, г. Рига, Латвия
2005 — «Посвящение 125-летию М. Сарьяна»; галерея АНКОЛ, г. Рига, Латвия.
2006 — «Посвящение Риге»; Рижская Дума, г. Рига.
2009 — «Вино и виноделие»; Музей Ю. Алунана, г. Елгава.
2011—2014 — Галерея «ИНТРИГА», г. Рига.
2001—2021 — Балтийская Международная Академия, галерея «BiArt», г. Рига

### Конкурсные выставки
1996 — 4. Ежегодная Рижская выставка «GEO — ĢEO»; Центр современного искусства в
Педвале, Латвия.
2009 — «Автопортрет»; галерея Союза художников Латвии, г. Рига
2009 — «Осень 2009» (в соавторстве с Мартой Скулме); «Музей счастливого искусства», г. Рига

## Награды
- Почётная серебряная медаль Ассоциации национальных культурных обществ Латвии (АНКОЛ), 2010 год.
- Награда от галереи «BiArt» в номинации «Структурный коллаж», 2016 год.
- Награда от галереи «Интрига» за организацию и участие в выставке армянских художников Латвии, 2013 год.

## Статьи
«Репродукции» // «Литературная Армения» : Журнал. — 1988. — № 1.
«Б. Степанян, В. Колейчук. Методом «разложения» // «Техническая эстетика» : Журнал. — 1989. — № 1.
С. Хаенко. «Бабкен Степанян» // «Даугава» : Журнал. — 1994. — Март-Апрель.
U. Bērziņš. «Starojumi. Babkena Stepanjana bildes» // «Māksla» : Журнал. — 1994. — № 6.
Н. Леймане. «Ir jābūt kādam lielam iemeslam» // «Nakts» : Газета.
«Babkens Stepanjans» // «Mākslaun Arhiektūra biogrāfijās» : Энциклопедия. — Т. 3. — С. 101—103.
А. Нуриджанян. «Квадратура круга» // «Ереван» : Журнал. — 2010. — Январь – Февраль.